# Chronique de 1234

La Chronique de 1234 est une Chronique universelle anonyme en langue syriaque, dont le récit s'interrompt en l'an 1234. Elle appartient à la littérature de l'Église syriaque orthodoxe (jacobite).
Le manuscrit unique qui nous l'a transmise a été retrouvé en 1899, dans une bibliothèque privée de Constantinople, par Ignace Éphrème II Rahmani, patriarche d'Antioche de l'Église catholique syriaque. Il date sans doute de la fin du XIVe siècle. Le découvreur a édité le texte en deux fascicules, à Beyrouth, en 1904 et 1911.
La rédaction du texte est postérieure à la mort du prince ayyoubide Al-Ashraf (27 août 1237). L'auteur est un témoin oculaire du siège de Jérusalem par Saladin (1187). Il fait partie de la suite du maphrien Grégoire, frère du patriarche Michel le Grand, lorsqu'il se rend à Tikrit, puis à Sinjar et dans d'autres villes de sa circonscription, en 1189. Les nombreux détails qu'il donne sur la ville d'Édesse, et la bonne connaissance qu'il a de cette ville, indiquent certainement qu'il y a habité, si bien qu'on appelle parfois le texte Chronique de l'Édessénien anonyme.
L'œuvre est composée de deux parties : une Chronique civile dont le récit, tel qu'il nous est parvenu, s'interrompt en 1234, et une Chronique ecclésiastique, très mutilée, qui est une histoire des patriarches de l'Église jacobite, interrompue en 1203/04.
L'auteur ne connaissait pas la Chronique universelle du patriarche Michel le Grand, et s'inspire directement de sources plus anciennes, dont il recopie mot à mot des passages entiers. Parmi ses sources sur l'Antiquité figurent la Caverne des trésors (un recueil de traditions légendaires relatives à l'histoire sainte judéo-chrétienne) et le Livre des Jubilés. Il se fonde aussi sur l'Histoire ecclésiastique de Jean d'Éphèse, et sur les Chroniques de Théophile d'Édesse et du patriarche Denys de Tell-Mahré (le premier cité par le second), deux textes perdus comme tels dont la Chronique de 1234 donne des passages.
Parmi ses sources principales, l'auteur cite également l'Histoire d'Édesse de Basile Bar Shoumana, métropolite de la ville (mort en 1172), mentionné aussi par Michel le Grand.
La Chronique de 1234 est un document très précieux pour l'histoire du Proche-Orient contemporain de l'auteur, notamment après la fin du récit du patriarche Michel le Grand (mort en 1199) : sur le sultanat des Ayyoubides et le royaume arménien de Cilicie à la fin du XIIe et au début du XIIIe siècle. L'auteur est assez bienveillant à l'égard des Croisés, qu'il appelle à deux reprises les « Francs bénis », tout en déplorant leur orgueil et parfois leur manque d'intelligence.

## Édition
- Jean-Baptiste Chabot (éd.), Chronicon ad A. C. 1234 pertinens, I. Præmissum est Chronicon anonynum ad A. D. 819 pertinens curante Aphram Barsaum, CSCO 81 (Script. Syri 36), 1920, et 109 (Script. Syri 56), 1937 ; Anonymi auctoris Chronicon ad A. C. 1234 pertinens, II, CSCO 82 (Script. Syri 37), 1916.

## Traduction française
- Albert Abouna (trad.), Anonymi auctoris Chronicon ad A. C. 1234 pertinens II, avec introduction, notes et index de Jean-Maurice Fiey, CSCO 354 (Script. Syri 154), Louvain, 1974.